# Paul Francke (Baumeister)
Paul Francke (* um 1537 in Weimar; † 10. November 1615 in Wolfenbüttel) war ein Baumeister der Renaissance, der als herzoglicher Baudirektor überwiegend in Diensten der Herzöge von Braunschweig-Lüneburg stand.

## Leben

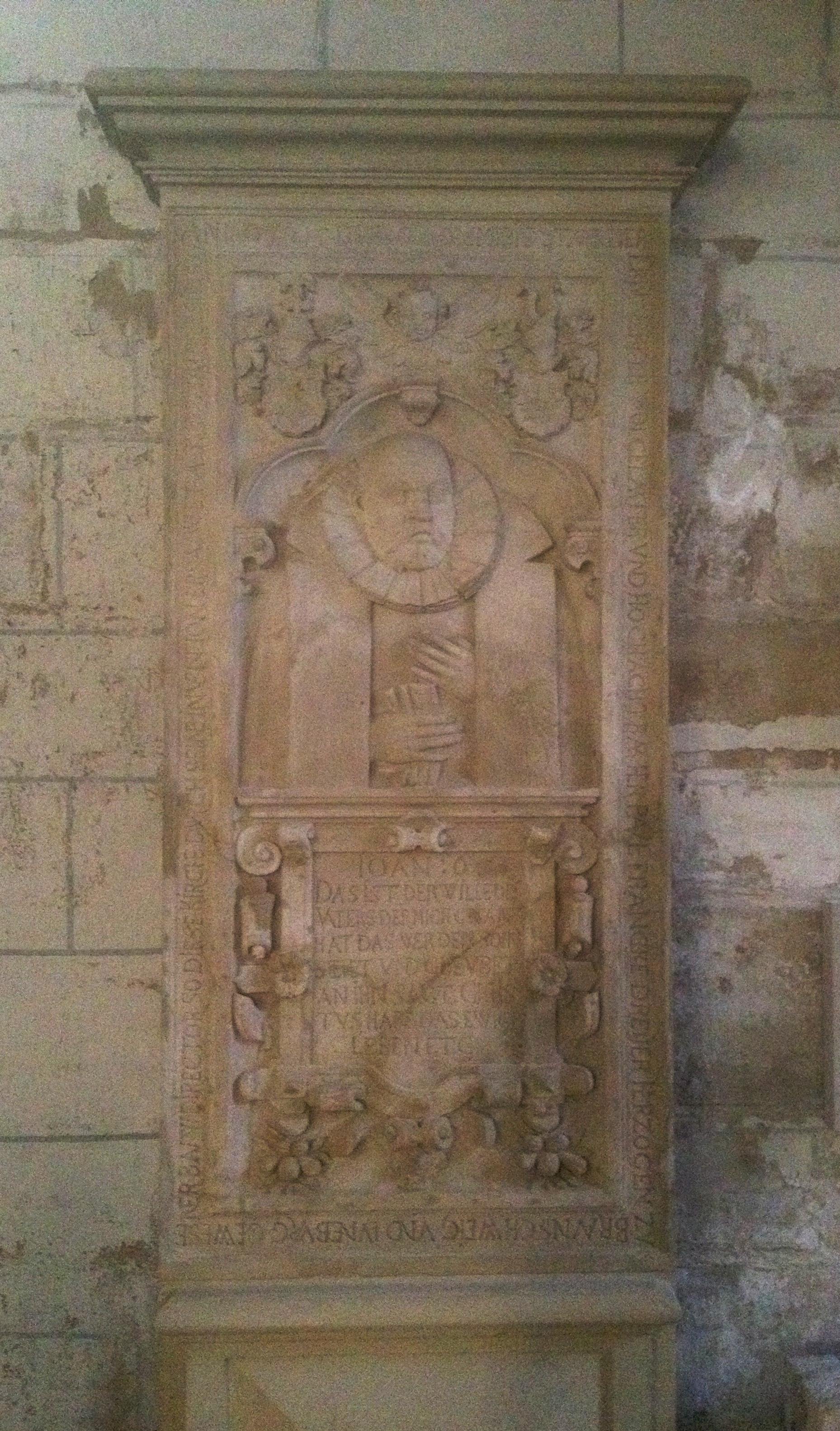
Epitaph Paul Franckes in der Wolfenbütteler Marienkirche

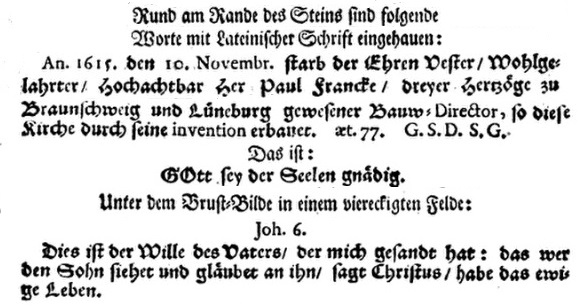
Inschriften des Epitaphs

Die Bautätigkeit des 16. Jahrhunderts in den sächsischen und thüringischen Ländern, insbesondere von Schlossanlagen und Rathäusern, hatte Einfluss auf den aus Weimar stammenden Francke.
Im Jahr 1564 ist sein Wirken als Baumeister im Herzogtum Braunschweig-Wolfenbüttel dokumentiert. Im Jahr 1565 verpflichtete er sich gegenüber Herzog Julius durch einen Diensteid als Baumeister, nachdem er für ihn Baumaßnahmen am Schloss Hessen durchgeführt hatte.
Bereits 1573 wird er als Bauverwalter erwähnt. Im Jahr 1575 wurde ihm die Verantwortung für das gesamte herzogliche Bauwesen übertragen. Zu seinen Aufgaben zählte die Errichtung von Befestigungsanlagen für die neue Heinrichstadt und die Dammfestung in Wolfenbüttel. An der Modernisierung der Befestigung war der niederländische Ingenieur Wilhelm de Raet beteiligt. Anschließend leitete er den Bau der neu gegründeten Universität Helmstedt, beispielsweise 1577/78 des Kollegiumsgebäudes und 1593 bis 1597 des „Juleum“ genannten Hauptgebäudes der Universität. Weitere Maßnahmen, an denen er beteiligt war, sind um 1594 erfolgte Erweiterungen am Schloss Hessen und 1604 bis 1612 am Schloss Erichsburg. 1606 leitete er die Wiederherstellung der Klosterkirche Riddagshausen.
Von 1608 an plante und überwachte er den Bau der Marienkirche in Wolfenbüttel unter Herzog Heinrich Julius d. J.
Das Amt des herzoglichen Bauverwalters hatte er bis zu seinem Tod im Jahr 1615 inne. Weitere Baumeister, die in seiner Zeit als Bauverwalter für Herzog Heinrich Julius tätig waren, sind Christoph Tendler, Johann Bock, Philipp Müller und Hans Vredemann de Vries. Es bestanden zudem Beziehungen zum Festungsbaumeister Rochus zu Lynar.
Paul Francke wurde in der Marienkirche in Wolfenbüttel beigesetzt.

## Bauten
Als bekannteste Bauwerke Paul Franckes gelten:
- 1564 und 1594: Schloss Hessen am Fallstein
- 1577–1578: Kollegienflügel der Universität Helmstedt
- 1596: Kommisse in Halberstadt
- 1593–1597: Juleum in Helmstedt
- um 1600: Abteigebäude Stift Gandersheim[2]
- 1604–1612: Der heute noch bestehende Teil der Erichsburg aus dem frühen 17. Jahrhundert[3]
- 1606: Wiederherstellung des teilweise zerstörten Zisterzienserklosters Riddagshausen bei Braunschweig
- 1608 begonnen: Marienkirche in Wolfenbüttel
- 1609 begonnen: Schloss Salder in Salzgitter-Salder
- 1613 begonnen: Zeughaus und Schlossturm in Wolfenbüttel
- 1613: Entwurf für einen Neubau der Liebfrauenkirche in Hornburg im Harz.[4]

Weitere Bauwerke Paul Franckes
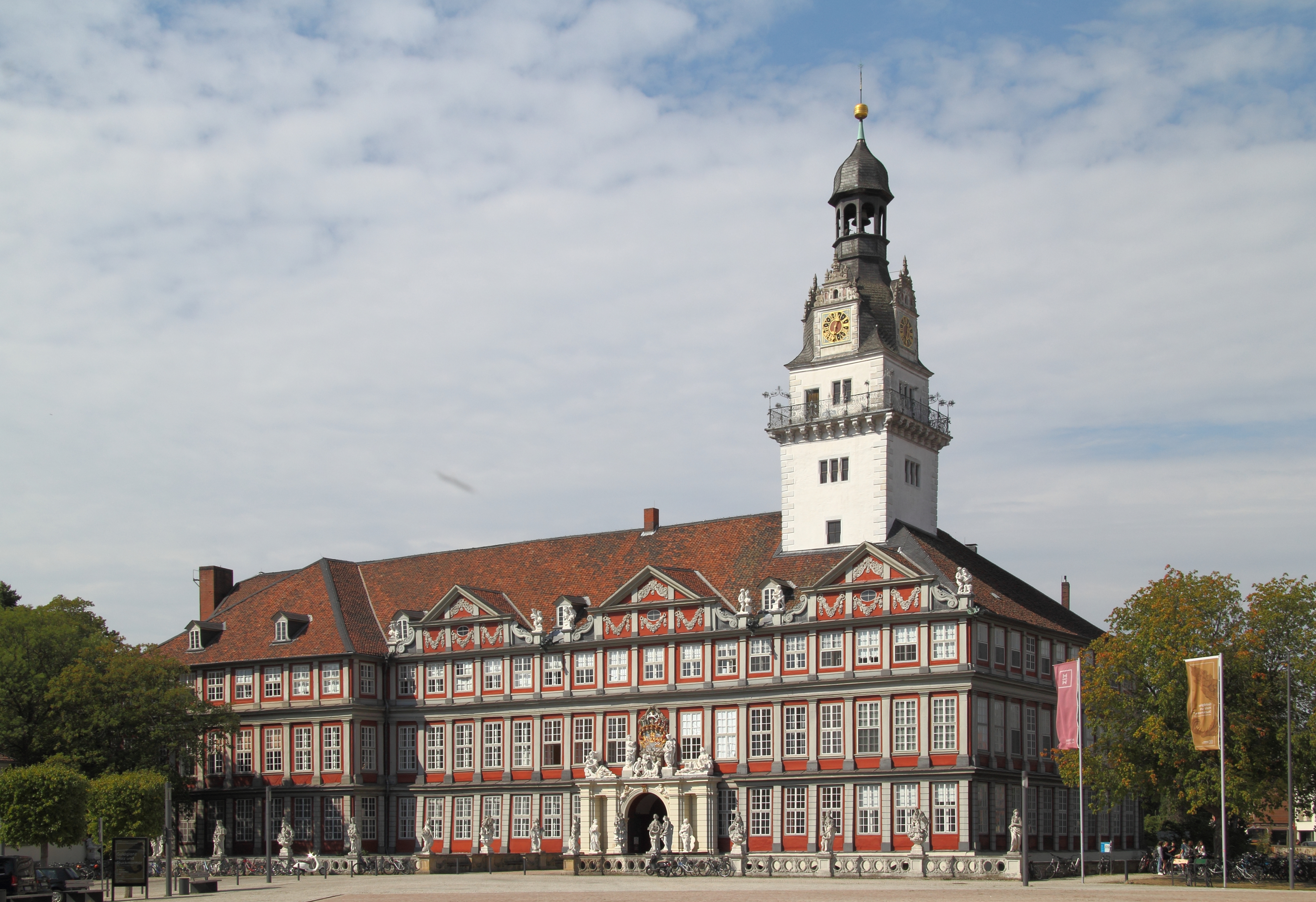
Schloss Wolfenbüttel
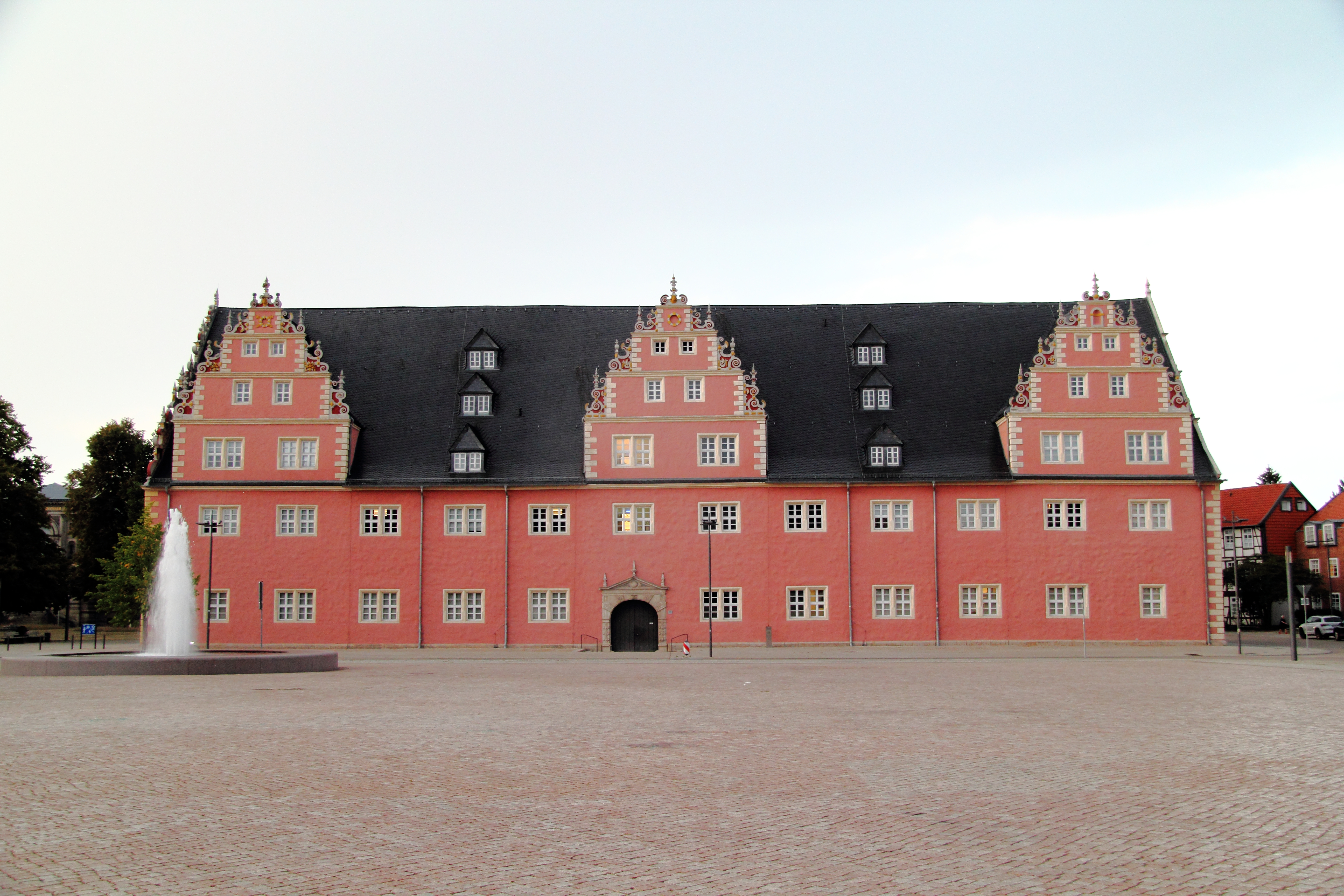
Wolfenbütteler Zeughaus
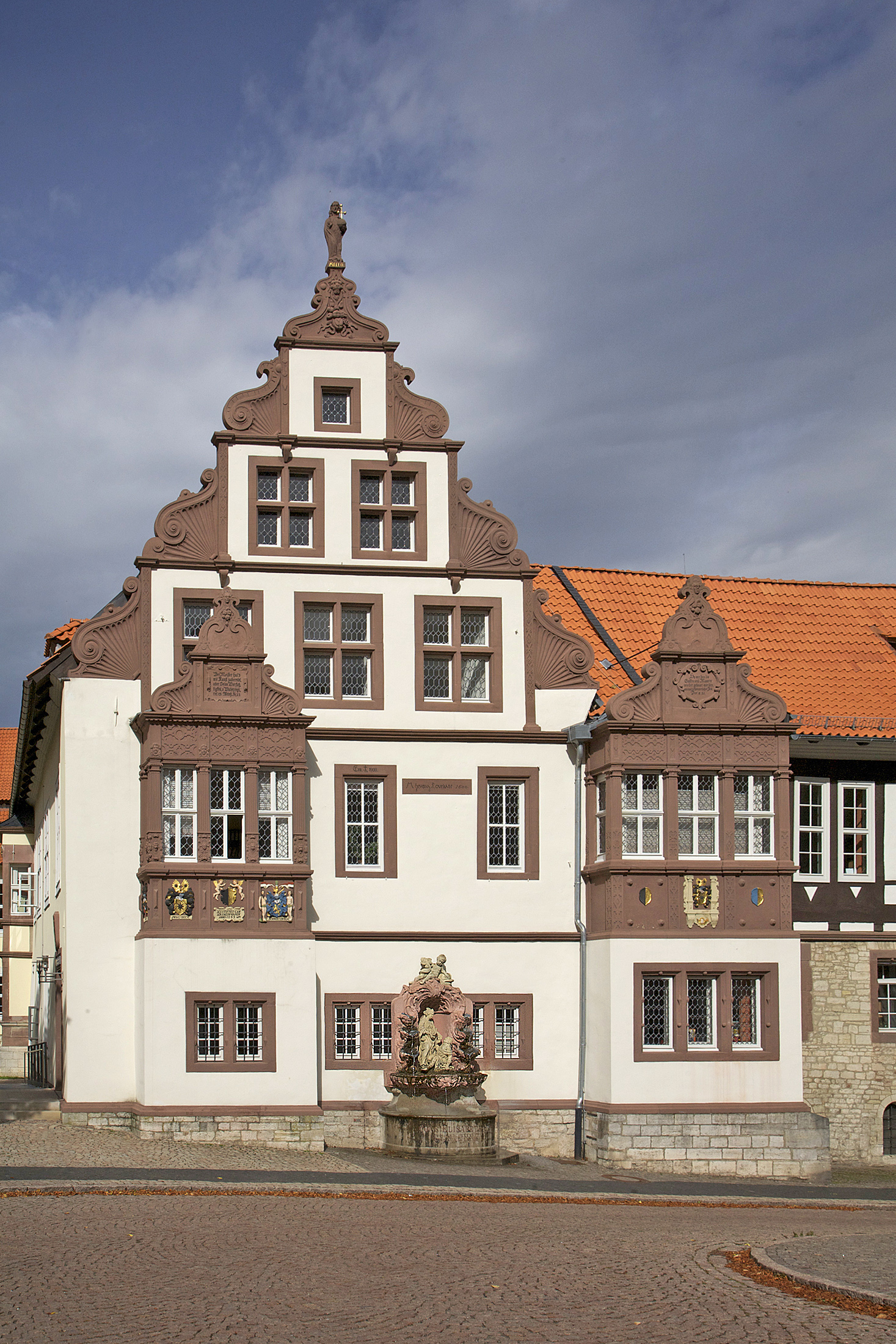
Stift Gandersheim
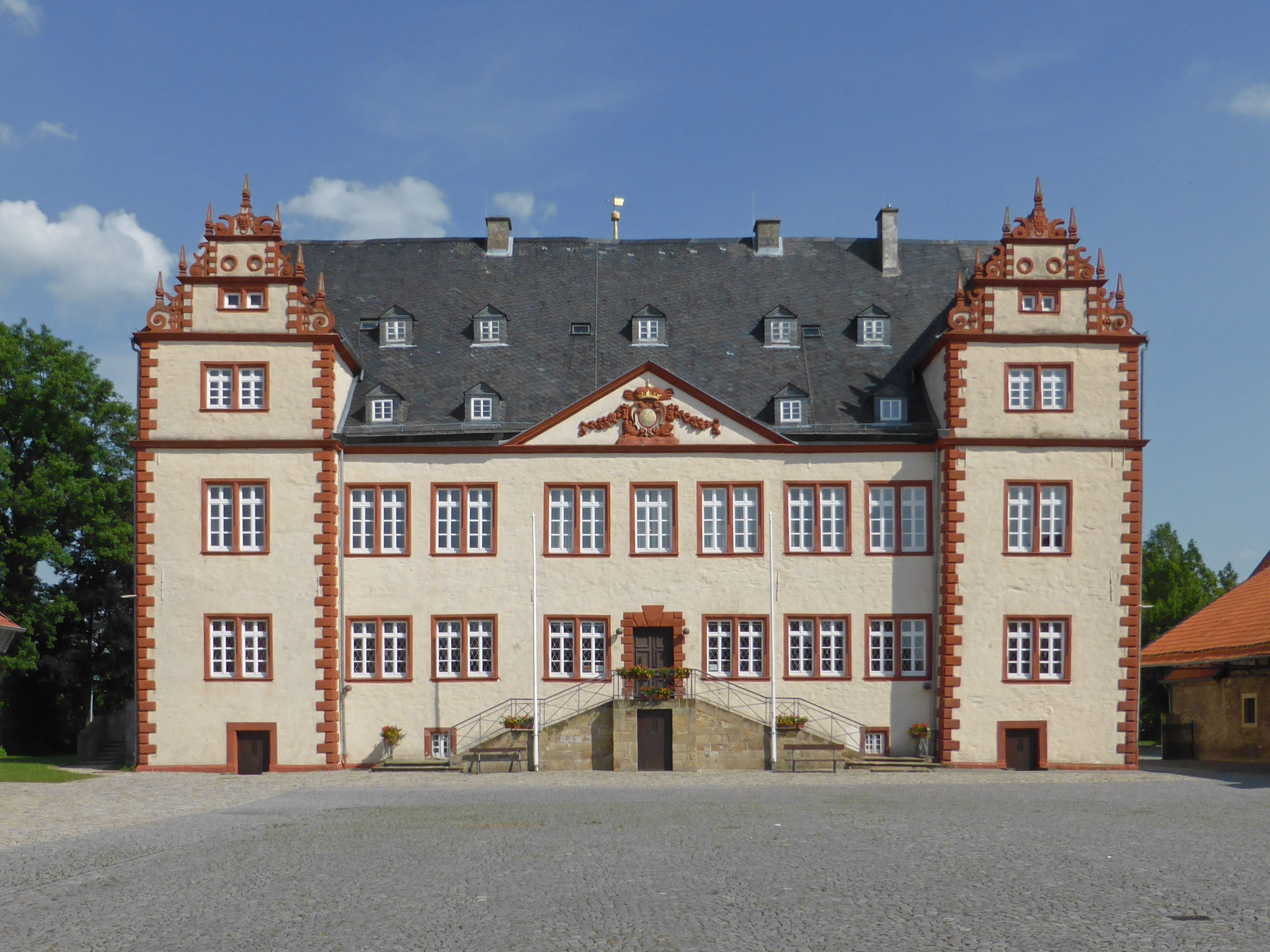
Schloss Salder
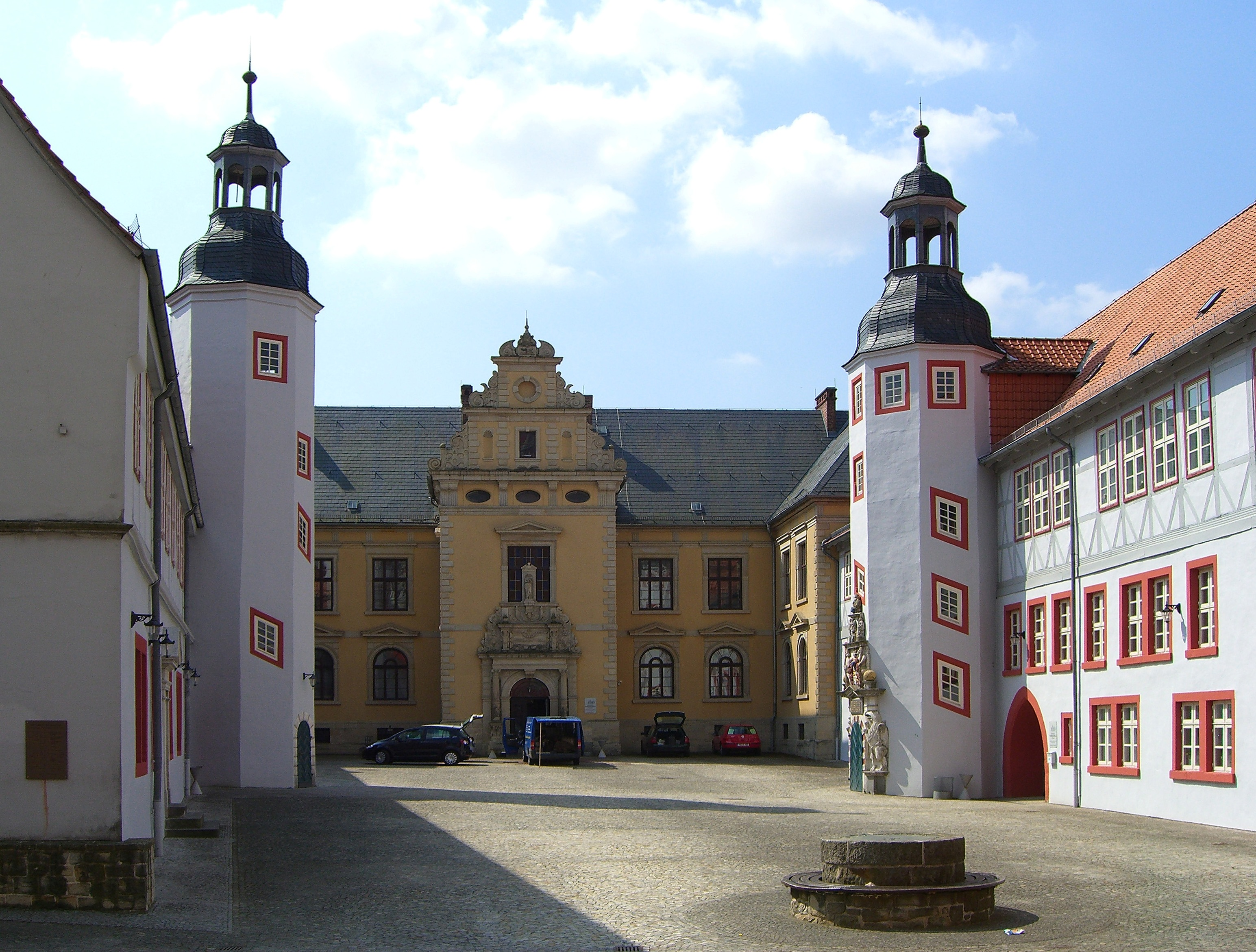
Kollegienflügel Universität Helmstedt